# Mauricio Salazar Durán
Mauricio Javier Salazar Durán (La Serena, Chile, 21 de septiembre de 1979) es un exfutbolista chileno que jugaba como volante o delantero en Deportes La Serena, dejando el futbol el día 27 de octubre del 2018.

## Trayectoria
Debutó profesionalmente el año 1997 a la edad de 17 años contra la Universidad de Chile por la jornada inicial del Clausura 1997, vistiendo la camiseta de Deportes La Serena. Tuvo pasos por Huachipato y Audax Italiano. Es uno de los emblemas y goleadores históricos de Deportes La Serena y también uno de los jugadores más queridos de la hinchada granate. Destaca por su buena técnica con el balón, entrega y goles de buena factura.
Deportes La Serena nunca perdió un clásico cuando Mauricio Salazar anotó goles en esas instancias.
El año 2013 logró su título de Ingeniero en Minas en la Universidad de La Serena.
El 17 de julio de 2013 anotó su gol número 100 vistiendo la camiseta de Deportes La Serena, en un partido ante Cobresal.
El 27 de octubre de 2018 vistió por última vez la camiseta de Deportes La Serena, en un partido ante Ñublense.

## Estadísticas

### Clubes
| Deportes La Serena · Chile |               |               |     |     |    |    |   |     |     |      |      |
| 1.ª | 1997          | 2             | 0   | —   | —  | —  | — | 2   | 0   | 0,00 |      |
| 1.ª | 1998          | 0             | 0   | —   | —  | —  | — | 0   | 0   | 0,00 |      |
| 1.ª | 1999          | 15            | 2   | —   | —  | —  | — | 15  | 2   | 0.13 |      |
| 2.ª | 2000          | 21            | 2   | —   | —  | —  | — | 21  | 2   | 0.1  |      |
| 2.ª | 2001          | 28            | 4   | —   | —  | —  | — | 28  | 4   | 0.14 |      |
| 2.ª | 2002          | 36            | 18  | —   | —  | —  | — | 36  | 18  | 0.5  |      |
| 2.ª | 2003          | 31            | 11  | —   | —  | —  | — | 31  | 11  | 0.35 |      |
| 1.ª | 2004          | 19            | 6   | —   | —  | —  | — | 19  | 6   | 0.32 |      |
| 1.ª | 2006          | 14            | 0   | —   | —  | —  | — | 14  | 0   | 0,00 |      |
| 1.ª | 2007          | 37            | 4   | —   | —  | —  | — | 37  | 4   | 0.11 |      |
| 1.ª | 2008          | 18            | 5   | —   | —  | —  | — | 18  | 5   | 0.28 |      |
| 1.ª | 2009          | 19            | 7   | 1   | 1  | —  | — | 20  | 8   | 0.4  |      |
| 1.ª | 2010          | 26            | 8   | 3   | 3  | —  | — | 29  | 11  | 0.38 |      |
| 1.ª | 2011          | 33            | 8   | 10  | 3  | —  | — | 43  | 11  | 0.26 |      |
| 1.ª | 2012          | 30            | 12  | 4   | 2  | —  | — | 34  | 14  | 0.41 |      |
| 2.ª | 2013          | 11            | 2   | 5   | 2  | —  | — | 16  | 4   | 0.25 |      |
| 2.ª | 2013-14       | 33            | 7   | 2   | 0  | —  | — | 35  | 7   | 0.2  |      |
| 2.ª | 2014-15       | 27            | 2   | 5   | 3  | —  | — | 32  | 5   | 0.16 |      |
| 2.ª | 2015-16       | 26            | 8   | 4   | 1  | —  | — | 30  | 9   | 0.3  |      |
| 2.ª | 2016-17       | 24            | 6   | 2   | 0  | —  | — | 26  | 6   | 0.23 |      |
| 2.ª | 2017          | 6             | 1   | —   | —  | —  | — | 6   | 1   | 0.17 |      |
| 2.ª | 2018          | 18            | 1   | 2   | 0  | —  | — | 20  | 1   | 0.05 |      |
| Total club | Total club    | 474           | 114 | 38  | 15 | 0  | 0 | 512 | 129 | 0.25 |      |
| Huachipato · Chile |               |               |     |     |    |    |   |     |     |      |      |
| 1.ª | 2004          | 17            | 4   | —   | —  | —  | — | 17  | 4   | 0.24 |      |
| 1.ª | 2005          | 35            | 3   | —   | —  | —  | — | 35  | 3   | 0.09 |      |
| 1.ª | 2006          | 9             | 0   | —   | —  | —  | — | 9   | 0   | 0,00 |      |
| Total club | Total club    | 61            | 7   | 0   | 0  | 0  | 0 | 61  | 7   | 0.11 |      |
| Audax Italiano · Chile |               |               |     |     |    |    |   |     |     |      |      |
| 1.ª | 2008          | 17            | 1   | —   | —  | —  | — | 17  | 1   | 0.06 |      |
| 1.ª | 2009          | 12            | 0   | —   | —  | —  | — | 12  | 0   | 0,00 |      |
| Total club | Total club    | 29            | 1   | 0   | 0  | 0  | 0 | 29  | 1   | 0.03 |      |
| Total carrera | Total carrera | Total carrera | 564 | 122 | 38 | 15 | 0 | 0   | 602 | 137  | 0.23 |
| (1) Incluye datos de Primera División de Chile, Liguilla Pre-Sudamericana y Primera B de Chile. (2) Incluye datos de Copa Chile. |               |               |     |     |    |    |   |     |     |      |      |

## Palmarés

### Distinciones individuales
| Distinción                  | Año  |
| --------------------------- | ---- |
| Medalla Ciudad de La Serena | 2011 |